# Mindy Kaling

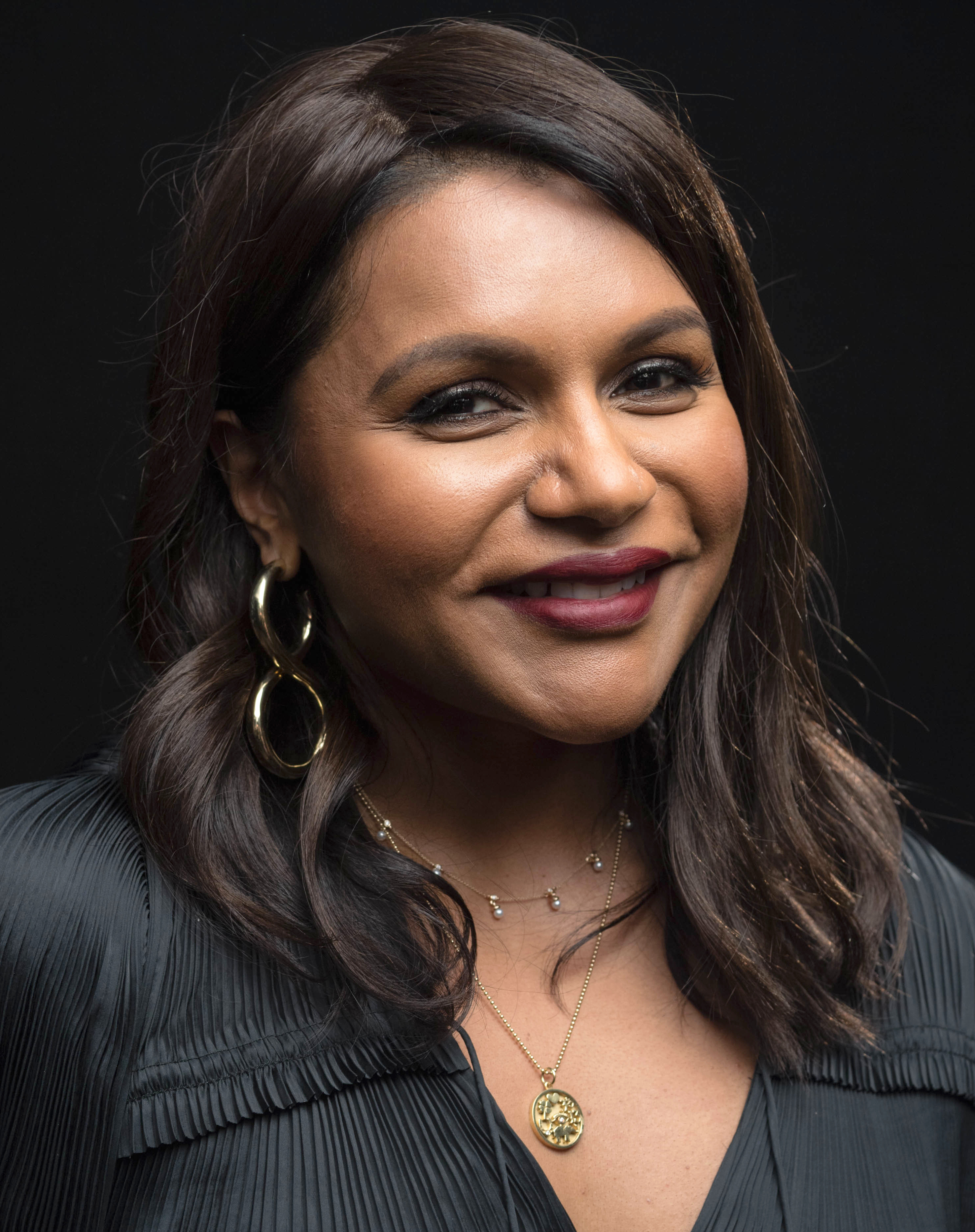
Mindy Kaling (2019)

Mindy Kaling (* 24. Juni 1979 in Cambridge, Massachusetts; eigentlich Vera Mindy Chokalingam) ist eine US-amerikanische Autorin, Komödiantin und Schauspielerin.

## Leben und Karriere
Kaling wurde als Vera Mindy Chokalingam als Tochter eines tamilischen Architekten und einer bengalischen Gynäkologin, beide aus Indien stammend, geboren. Ihren Schulabschluss erlangte Kaling an der Buckingham Browne & Nichols, einer Privatschule in Cambridge. In den folgenden Jahren besuchte sie das Dartmouth College.
Im Jahr 2005 gab Kaling ihr Schauspieldebüt in dem Film Jungfrau (40), männlich, sucht…. Es folgten Auftritte in verschiedenen Film- und Fernsehproduktionen, darunter 2007 in Lizenz zum Heiraten und 2012 in Fast verheiratet. Bekannt wurde sie durch ihre Mitwirkung als Drehbuchautorin und Darstellerin der Kelly Kapoor in der Fernsehserie The Office und für die mit ihrer Hilfe geschaffene Serie The Mindy Project, in der sie seit 2012 die Titelrolle Mindy Lahiri spielt.
2018 wurde sie in die Academy of Motion Picture Arts and Sciences berufen, die jährlich die Oscars vergibt.
2020 wurde auf Netflix die von ihr erdachte Serie Noch nie in meinem Leben … veröffentlicht.
Am 18. Februar 2025 wurde Kaling mit einem Stern auf dem Hollywood Walk of Fame geehrt.

## Filmografie (Auswahl)
Als Schauspielerin
- 2005: Jungfrau (40), männlich, sucht … (The 40 Year-Old Virgin)
- 2005: Lass es, Larry! (Curb Your Enthusiasm, Fernsehserie, Folge 5x05)
- 2005–2012: The Office (Fernsehserie, 158 Folgen)
- 2007: Lizenz zum Heiraten (License to Wed)
- 2009: Nachts im Museum 2 (Night at the Museum: Battle of the Smithsonian)
- 2010: Ich – Einfach unverbesserlich (Despicable Me, Stimme)
- 2011: Freundschaft Plus (No Strings Attached)
- 2012: Ralph reichts (Wreck-It Ralph, Stimme)
- 2012: Fast verheiratet (The Five-Year Engagement)
- 2012–2017: The Mindy Project (Fernsehserie, 117 Folgen)
- 2013: Das ist das Ende (This Is the End)
- 2015: Alles steht Kopf (Inside Out, Stimme)
- 2015: Die Highligen Drei Könige (The Night Before)
- 2018: Champions (Fernsehserie)
- 2018: Das Zeiträtsel (A Wrinkle in Time)
- 2018: Ocean’s 8
- 2019: Late Night
- 2021: Locked Down
- 2021: Monster bei der Arbeit (Fernsehserie, Stimme)
- 2023: Velma (Fernsehserie, Stimme)

Als Produzentin
- 2005–2013: The Office (Fernsehserie)
- 2013–2017: The Mindy Project (Fernsehserie)
- 2018: Champions (Fernsehserie)
- 2019: Late Night
- 2023: Velma (Fernsehserie)
- 2024: Anuja (Kurzfilm)

Als Drehbuchautorin
- 2005–2012: The Office (Fernsehserie)
- 2013–2017: The Mindy Project (Fernsehserie)
- 2018: Champions (Fernsehserie)
- 2019: Late Night
- 2020: Noch nie in meinem Leben … (Never Have I Ever, Fernsehserie)
- 2021: The Sex Lives of College Girls (Fernsehserie)

Als Regisseurin
- 2010–2011: The Office (Fernsehserie)

## Auszeichnungen und Nominierungen
Primetime Emmy Award
- 2007: Nominierung für die Beste Comedyserie für The Office
- 2008: Nominierung für die Beste Comedyserie für The Office
- 2009: Nominierung für die Beste Comedyserie für The Office
- 2010: Nominierung für die Beste Comedyserie für The Office
- 2010: Nominierung für das Beste Drehbuch einer Comedyserie für The Office

Screen Actors Guild Award
- 2006: Auszeichnung als Bestes Schauspielensemble in einer Comedyserie für The Office
- 2007: Auszeichnung als Bestes Schauspielensemble in einer Comedyserie für The Office
- 2007: Nominierung als Bestes Schauspielensemble in einer Comedyserie für The Office

2023 wurde Kaling die National Medal of Arts für das Jahr 2021 verliehen.